# Palau Antxieta
El palau Antxieta és un edifici situat a la localitat guipuscoana d'Azpeitia, al País Basc.

## Història
És un edifici d'estil gòtic de planta rectangular que data del s. XV, encara que inclou afegits d'èpoques posteriors. Està realitzat amb maçoneria, carreus i cadirat, la qual cosa es troba en altres edificis de l'època de la localitat d'Azpeitia, com a la casa torre Enparan. Del s. XVI data la façana d'estil mudèjar, la seua part més visible i la que li fa ser un dels referents turístics de la localitat.
El palau Antxieta, a hores d'ara, és un centre per a persones amb disfuncions intel·lectuals. Canvià a aquest ús després de la reforma que l'entitat bancària Kutxa hi efectuà, il'edifici fou restaurat i el seu interior s'adaptà per a tal ús.

## Habitants il·lustres
El palau és la casa natal de Juan de Anchieta, mestre de capella i xantre en època dels reis Catòlics.Un altre il·lustre pertanyent a aquesta família, el mestre escultor Juan de Ancheta, també està relacionat amb la casa en haver encarregat edificar la façana mudèjar.